# Rolf Dieß
Rolf Dieß (* 3. Dezember 1925 in Langensalza; † vor oder am 1. Dezember 1964 in Darmstadt tot aufgefunden) war ein deutscher Maler, Grafiker und Mosaikkünstler der Nachkriegszeit, der im Zuge des Formalismusstreits in der DDR nach Westdeutschland übersiedelte.

## Leben
Rolf Dieß wurde 1925 als Sohn eines Malermeisters geboren. Sein Schulbesuch auf dem Gymnasium wurde durch den Beginn des Zweiten Weltkriegs vorzeitig beendet. Nach Zuerkennung eines Notabiturs wurde er als Soldat eingezogen und geriet in Kriegsgefangenschaft. 1948 kehrte er nach Bad Langensalza zurück und begann eine Lehre bei seinem Vater. Im selben Jahr erhielt er nach einem gewonnenen Wettbewerb die Möglichkeit, an der Weimarer Hochschule für Baukunst und Bildende Künste zu studieren. Seine Lehrer waren Hanns Hoffmann-Lederer, Hermann Kirchberger und Otto Herbig. In dieser Zeit befreundete sich Dieß mit den Malern Waldo Dörsch, Ev Grüger, Heinz Günther, Alfred Traugott Mörstedt und Gerhard Ströch, der später den Künstlernamen Altenbourg annahm. 1951 wurde die Abteilung Bildende Kunst in Weimar im Zuge des Formalismusstreits geschlossen, in dem von Künstlern eine Mitarbeit beim Aufbau einer neuen sozialistischen Gesellschaft eingefordert wurde. Trotz guter Studienergebnisse bei Zwischenprüfungen wurde Dieß eine Fortsetzung des Studiums an der Hochschule für Bildende Künste Dresden nicht genehmigt mit der Begründung, dass seine Kunst „gesellschaftlich und fachlich zu weit abseits stünde“. Dieß musste die Hochschule in Weimar ohne Abschluss verlassen. Zunächst arbeitete er wieder in dem Betrieb seines Vaters. Zum Broterwerb war Dieß ab 1953 als Restaurator am Angermuseum in Erfurt tätig. Daneben arbeitete er künstlerisch, beschäftigte sich mit Drucktechniken und Malerei.
Als 1959 in Jena eine Porträt-Plastik „Rolf Dieß“ von Waldo Dörsch ausgestellt wurde, erschien ein polemischer Artikel, der Dörsch und damit auch indirekt Dieß traf: Beiden Künstlern wurde „geistiger Hochmut und extremer Individualismus“ vorgeworfen. Ihr künstlerisches Interesse gälte nicht den Erbauern des Sozialismus. Kurz darauf zog Dieß die Konsequenzen. Seine Heirat 1960 war gleichzeitig das Abschiedsfest für die Freunde. Das Ehepaar siedelte im August nach Friedberg (Hessen) über, wo Dieß zunächst als Restaurator im Wetterau-Museum arbeitete. In Friedberg hatte er seine erste Personalausstellung, bevor er 1962 nach Darmstadt zog. Dort arbeitete er als Restaurator am Hessischen Landesmuseum. Persönliche Schicksalsschläge und Eheprobleme machten ihm psychisch zu schaffen. Im September 1964 kam es zur Scheidung von seiner Frau. Danach nahmen die Depressionen zu. Nach mehreren Suizidversuchen wurde Dieß am 1. Dezember 1964 in seiner Wohnung tot aufgefunden.

## Werk
Dieß wurde in Weimar von Lehrern geprägt, die sich auf die Formensprache des deutschen Expressionismus und des Bauhauses bezogen. Sein Werk bewegt sich zwischen den für die Zeit typischen Polen der Gegenständlichkeit und der Abstraktion. Er porträtierte Künstlerfreunde (Porträt Waldo Dörsch, 1955, Stadtmuseum Bad Langensalza) sowie seine Eltern, zeichnete Pariser Straßenszenen (1962) oder fand Motive in der Thüringer Umgebung.
Auch christliche Themen prägten sein Schaffen. Dieß gestaltete Glasfenster für die Kirchen von Schmersau/Altmark und Lauchhammer-Süd. Ein weiteres Beispiel seiner öffentlichen Arbeiten stellen Mosaik-Säulen in der Eingangshalle des Hauptgebäudes der Technischen Universität Ilmenau dar. Die von Dieß gestalteten Wasserbecken auf dem Gelände der Erfurter Cyriaksburg wurden zerstört, da sie angeblich nicht zum Konzept der IGA passten. Nach seiner Übersiedlung in den Westen fand das Werk von Rolf Dieß nur wenig Beachtung. Das Stadtmuseum im Augustinerkloster Bad Langensalza besitzt durch Schenkungen mehr als 200 Arbeiten des Künstlers und hat ihm einen eigenen Raum eingerichtet, in dem eine Auswahl an gegenständlichen und abstrakten Gemälden, Zeichnungen und Grafiken ausgestellt wird.

## Ausstellungen (Auswahl)
- 1960: Atelierausstellung in der Neuwerkstraße 29 (Haus Weinreiter), Erfurt
- 1962: Wetterau-Museum, Friedberg
- 1963: Galerie Dagmar Wirth, West-Berlin
- 1963: Deutsches Theater Göttingen
- 1965: Gedächtnisausstellung anlässlich des ersten Todestages, Galerie der Erfurter Ateliergemeinschaft, Erfurt
- 1974: Galerie Bilderstube an der Basilika, Seligenstadt
- 1981: Galerie im Alten Rathaus, Langen (Hessen)
- 1996: Malerei und Grafik von Rolf Dieß, Heimatmuseum, Bad Langensalza
- 1996: Rolf Dieß 1925–1964, Galerie Profil, Weimar
- 1999: Alfred Traugott Mörstedt und Freunde aus der Weimarer Zeit: Gerhard Altenbourg, Rolf Dieß: Collagen, Holzschnitte, Zeichnungen, Malerei, Galerie am Fischmarkt, Erfurt
- 2001: Rolf Dieß und Freunde, Stadtmuseum im Augustinerkloster, Bad Langensalza
- 2005: Rolf Dieß, Stadtmuseum im Augustinerkloster, Bad Langensalza
- 2006: Rolf Dieß, Mariagerfjord Kunstforening, Hobro, Dänemark
- 2008: "...Seine Hand erlöste die Farbe, die Fläche, die Linie...", Kabinettausstellung, Stadtmuseum Bad Langensalza
- 2015: Ein Unzeitgemäßer. Rolf Dieß zum 90., Schloss Dryburg, Bad Langensalza

## Arbeiten in öffentlichen Sammlungen
- Stadtmuseum im Augustinerkloster, Bad Langensalza
- Angermuseum, Erfurt
- Kunstsammlung Gera
- Bauhaus-Universität Weimar
- Mühlhäuser Museen/Sammlung Thüringer Kunst

## Arbeiten im öffentlichen Raum
- Schmersau/Altmark: Glasfenster in der Gedenkkapelle der Kirche, 1955
- Lauchhammer-Süd: Glasfenster in der Johanneskirche, 1957
- Ilmenau: Mosaiksäulen im Foyer der Technischen Universität, 1958
- Erfurt: Drahtrelief "Heiliger Thomas" in der Thomaskirche, 1958 (jetzt im Bestand des Stadtmuseums Bad Langensalza)
- Jena: Glasfenster in der Villa Walter Brednow, Ende der 1950er Jahre, verschollen
- Steinheim: Glasfenster in der Katharinenkapelle Steinheim (Hungen), 1963
- Hanau: Wandgestaltung im Landgericht, Sitzungssaal 10, 1963

## Monografie
- Auf schmalem Grat: Rolf Dieß – Ein Künstlerleben. Mit Texten von Dieter Koethe, Alfred T. Mörstedt, Sabine Tominski, Jürgen Winter. Katalog aus Anlass des 80. Geburtstag und der Eröffnung seiner Kabinettausstellung im Stadtmuseum Bad Langensalza am 3. Dezember 2005. Bad Langensalza, Stadtmuseum am Augustinerkloster, Mühlhäuser Museen, 2005, ISBN 978-3-935547-12-3.